# Joachim Peiper

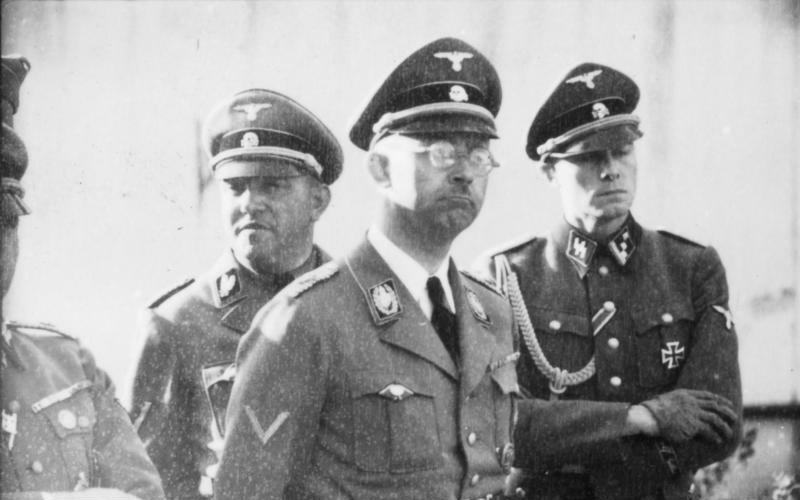
Joachim Peiper (till höger) med Heinrich Himmler (i mitten) och Anton Dunckern i Metz år 1940.

Joachim Peiper, även känd som Jochen från det tyska smeknamnet för Joachim, född 30 januari 1915 i Wilmersdorf, Berlin, död (mördad) 13 juli 1976 i Traves, var en tysk Waffen-SS-officer och dömd krigsförbrytare. Han tjänstgjorde i Leibstandarte Adolf Hitler. Peiper blev medlem i Waffen-SS 1933.

## Biografi
Peiper var mellan 1938 och 1941 adjutant åt SS-chefen Heinrich Himmler. Peiper steg därefter i hierarkin inom sin division och blev 1944 chef för dess pansarregemente. Peiper är förmodligen mest känd för sin delaktighet i Malmedymassakern på amerikanska krigsfångar under Ardenneroffensiven i mitten av december 1944. Kampfgruppe Peiper spelade en nyckelroll i Ardenneroffensiven och gjorde den främsta framryckningen av någon grupp, men Peipers drivmedel tog slut och Kampfgruppe Peiper sargades av amerikanska 30. infanteridivisionen och stridsgrupp B i 3. pansardivisionen. Peiper bestämde sig för att bryta igenom de amerikanska linjerna och ta de återstående 800 männen tillbaka till de tyska linjerna. Efter att till fots ha färdats 20 km i snö och kyla på 36 timmar nådde Peiper och 770 av männen säkerhet.
Efter kriget ställdes Peiper inför rätta av de allierade vid Malmedyrättegången och dömdes till döden för krigsförbrytelser. Straffet omvandlades efter fem år till livstids fängelse, som kort därefter omvandlades till 35 års fängelse (Peiper skulle då bli frigiven vid 76 års ålder). Straffet blev mildare på grund av att Peiper hade torterats under förhör av amerikaner och domarna sympatiserade med Peiper. Under den tredje veckan i december 1956 fick Peiper reda på att den västtyska nämnden som utredde villkorliga frigivningar, hade rekommenderat att han skulle friges i början av 1957. Så blev också fallet. Peiper, efter att ha varit skild från sin familj i 13 år, fick själv välja vilken stad han ville bosätta sig i. Villkoret för frigivningen var att han skulle anmäla sig till den lokala polisstationen en gång per vecka och att han inte fick lämna staden utan tillstånd.
År 1972 lämnade Peiper tillsammans med sin fru Västtyskland för gott och bosatte sig i byn Traves i Frankrike, efter att ha fått ett 5-årigt EG-bostadstillstånd beviljat av den lokale franske prefekten. Peiper mördades i sitt hem 1976 av vad som tros ha varit före detta franska motståndsmän.

## Utmärkelser (urval)
- Riddarkorset av Järnkorset med eklöv och svärd
  - Riddarkorset: 9 mars 1943
  - Eklöv: 27 januari 1944
  - Svärd: 11 januari 1945
- Tyska korset i guld: 6 maj 1943
- Järnkorset av andra klassen: 31 maj 1940
- Järnkorset av första klassen: 1 juli 1940